# Polyxo (mère d'Antiope)
Pour les articles homonymes, voir Polyxo.
Dans la mythologie grecque, Polyxo (en grec ancien Πολυξώ / Polyxố) est la mère d’Antiope, qu’elle conçoit avec Nyctée.

### Sources antiques
- Pseudo-Apollodore, Bibliothèque [détail des éditions] [lire en ligne] (III, 10, 1).

### Études modernes
- (de) Otto Höfer, « Polyxo 4 », dans Ausführliches Lexikon der griechischen und römischen Mythologie, Leipzig, 1909, vol. 3.2, col. 2745–2747 Lire en ligne.
- (de) Lutz Käppel, « Polyxo 2 », dans Der Neue Pauly (DNP), Stuttgart, 2001, vol. 10, col. 85.